# Nomenklatura (politika)
Nomenklatura (rusky номенклатура; z lat. nomenclatura – „seznam jménem vyvolaných“) je označení pro systém aplikovaný v totalitních a autoritativních režimech, kdy jmenování vyšších funkcionářů a pracovníků podléhá schválení stranickými orgány. Prověřeným lidem, vhodným ke jmenování, se říkalo „nomenklaturní kádry“. Pojem nomenklatura – jenž se výrazněji ve světě rozšířil až od poč. 80. let 20. století – lze chápat obecně, ale ve společenských vědách i v publicistice se většinově používá pro popis reality v režimech Sovětského svazu (kde systém vznikl) a dále na něm závislých zemích tzv. východního bloku nebo v ČLR a ostatních „lidově demokratických“ státech, v nichž rozhodující procesy podléhaly či ještě podléhají schválení komunistických stran, které si tak zajišťovaly mocenský monopol nebo alespoň prioritu.
Samo slovo se kromě (původně neutrálního) pojmenování systému personální politiky stalo též mírně pejorativním substantivizovaným označením pro elitní vrstvy dotyčných režimů, skupiny zájmově, strukturně a občas dokonce i příbuzensky propojených lidí, kteří ovládali klíčové pozice ve státní správě, průmyslu, akademické sféře atd., požívali za to příslušné materiálně-společenské výhody a byli většinou (nikoliv však absolutně vždy!) zároveň i členy komunistických stran. Někteří autoři, jako např. Milovan Djilas ve svém přelomovém kritickém díle Nová třída (1957), užívali pro nomenklaturu označení „nová třída“, což se ovšem v teoreticky beztřídních společnostech setkávalo s popíráním ze strany stranicko-státního aparátu. Novější trockistické teorie, jako teorie státního kapitalismu, rovněž považují nomenklaturu za novou třídu; sám Trockij dokonce v souvislosti se sovětskou společností mluvil o kastovním systému. 
Pro západní, kapitalistické země se pro popis skupin řídících tyto společnosti užívá již od pol. 50. let 20. století pojmu establishment, a to v podobně kriticko-pejorativních konotacích.

## Praxe

### V Sovětském svazu
Počátky nomenklaturního systému spadají do porevolučního Ruska, které akutně potřebovalo nahradit a doplnit lidi na nejrůznějších řídících – zpočátku především vojenských a hospodářských – pozicích, aby jednak nahradilo ztráty způsobené tzv. bílou emigrací (odpůrci bolševiků, často nejvyšší, nejbohatší a nejvzdělanější vrstvy ruské společnosti) a jednak i revolučními represemi. Leninova vláda si dobře uvědomovala, že revolucionáři („leninskou gardou“) vedení dělníci a rolníci jsou málo vzdělaní, resp. mnohdy negramotní, nemohou ani zdaleka chod státu zvládnout a že je tudíž třeba se spolehnout i na „buržoazní specialisty“. V závěru Leninovy vlády už ale sovětským orgánům byla zřejmá potřeba systemizace personální politiky a navíc sílilo přesvědčení, že je potřeba si vychovat novou generaci odborníků a vedoucích pracovníků všech úrovní, oddaných myšlence komunismu. 
Prvním krokem bylo sestavení tzv. nomenklaturních seznamů řídících pozic (rusky номенклатурные списки руководящих должностей, nomenklaturnyje spiski rukovoďjaščich dolžnostěj) na podzim roku 1923, které sekretariát ÚV KSR(b) rozeslal všem lidovým komisařům a státním úřadům v RSFSR s tím, že napříště budou vyjmenované pozice obsazovány výhradně lidmi schválenými ústředním výborem. (Pro ostatní svazové republiky – tehdy ještě ZSFSR, USSR a BSSR – měly tamní ústřední výbory připravit podobné seznamy dle ruského vzoru.) O něco později, roku 1925, byly tyto seznamy zrevidovány a rozšířeny, takže obsahovaly už zhruba 6 tisíc pozic; poté se již prováděla kontrola a revize každoročně. 
Postupně číslo nomenklaturních míst rostlo (byť přes různé výkyvy – např. na přelomu 30. a 40. let bylo sníženo), takže k počátku 80. let už dosahovalo výše zhruba 400 000. Celkově se odhaduje, že nomenklaturní vrstva (v podstatě elita) tvořila asi 0,1 % veškeré sovětské populace.

### V Československu
V komunistickém Československu byl, podobně jako v jiných zemích „světové socialistické soustavy“, nomenklaturní systém přímo převzat ze sovětské praxe. Počátky se datují do roku 1952, kdy byly zavedeny systematické stranické kádrové evidence nomenklaturních pracovníků. Od běžných zaměstnaneckých kádrových spisů se tyto lišily tím, že byly utajené – dotyčný člověk o nich ani nemusel vědět a tedy ani nemohl jejich obsah vědomě ovlivnit – a svým obsahem byly šířeji koncipovány, věnovaly velkou pozornost například rodinnému zázemí, aby děti kulaků nebo politicky nespolehlivých osob nepronikaly na vyšší místa do institucí. Zdrojem informací byli například předchozí zaměstnavatelé, státní orgány, národní výbory, masové organizace i jednotlivci se vztahem k prověřovanému.
Novou vlnu kádrování přinesla normalizace.

## Typy nomenklatury
V publicistické praxi se termín „nomenklatura“ velmi často vyskytuje v souslovích, která označují určité vrstvy, typy či aspekty nomenklatury, například:
- režimní nomenklatura[5][6][7][8][9][10]
- politická nomenlatura[11][12][13][14][15][16][17][18]
- vládní nomenklatura[19][20][21][22][23]
- vládnoucí nomenklatura[24][25]
- stranická nomenklatura[22][26][27] (stranická „bezpartijní“ nomenklatura)[25]
- komunistická nomenklatura,[13][25][26][27][28][29][30] bolševická nomenklatura[18][30][31][32]
- hospodářská nomenklatura,[14][26] ekonomická nomenklatura[13]
- kapitalistická nomenklatura[33][34] (nomenklaturní kapitalismus reál-socialistického typu)[18]
- racionalistická nomenklatura a reakční nomenklatura[35][36]
- předrevoluční nomenklatura,[28] staré nomenklatury, bývalá nomenklatura, stará stranická nomenklatura, bývalá stranická nomenklatura[27]
- odbojářská nomenklatura[37]
- „nejvyšší nomenklatura“, „libovolná nomenklatura“[38]
- nomenklaturní kádr[39] – označení osoby, která zastávala vybranou (nomenklaturní) funkci. Kandidáti na funkci byli vybíráni z tzv. kádrových rezerv, s předstihem vytipovaných a na různých stupních řízení pečlivě evidovaných osob (na kádrovém, rozuměj osobním oddělení).